# Бензоат кадмия
Бензоат кадмия — химическое соединение,
соль кадмия и бензойной кислоты с формулой Cd(C7H5O2)2,
бесцветные кристаллы,
растворяется в воде,
образует кристаллогидраты.

## Физические свойства
Бензоат кадмия образует бесцветные кристаллы.
Растворяется в воде, слабо растворяется в этаноле.
Образует кристаллогидраты состава Cd(C7H5O2)2•2H2O.